# Đế quốc Na Uy
Các thuật ngữ Đế quốc Na Uy, Vương quốc Kế thừa Na Uy (Tiếng Bắc Âu cổ: Norégveldi, Bokmål: Norgesveldet, Nynorsk: Noregsveldet) và Vương quốc Na Uy ám chỉ Vương quốc Na Uy trong đỉnh cao quyền lực vào thế kỷ XIII sau thời kỳ dài nội chiến trước năm 1240. Vương quốc là sự kết hợp lỏng lẻo bao gồm lãnh thổ Na Uy hiện đại, lãnh thổ của Thụy Điển hiện đại Jämtland, Herjedalen, Ranrike, Idre và Särna, 
cũng như các vùng lãnh thổ do các chiến binh Na Uy định cư trong nhiều thế kỷ trước khi sáp nhập hoặc thống nhất vào vương quốc với 'lãnh thổ thu thuế'. Ở phía Bắc, Na Uy cũng có biên giới với các vùng lãnh thổ thu thuế rộng lớn trên đất liền. Na Uy, bắt đầu mở rộng từ nền tảng Vương quốc năm 872, đạt thời kỳ đỉnh cao trong giai đoạn 1240 và 1319.
Cùng với người Đan Mạch gốc Na Uy đã định cư tại quần đảo Anh và kiểm soát biển Ireland xuyên qua các thành bang của Viking. Dưới sự lãnh đạo của Rollo, Đan Mạch và Na Uy đã vây chiếm Pari và thành lập Công quốc Normandy, và dưới lãnh đạo của vua Đan Mạch, Canute Đại đế, đã xâm chiếm các vùng đất thuộc nước Anh hiện tại. Tuy nhiên, Na Uy muốn quan tâm tới đối ngoại và văn hóa trí tuệ sau khi Saint Olav qua đời. Cái chết của thánh bảo trợ Na Uy đánh dấu ngày thành phố Trondheim hiện đại trở thành địa điểm hành hương quan trọng nhất ở Bắc Âu. Trong năm 1042–1047 vua Na Uy Magnus tốt lành cũng cai trị Đan Mạch, trước khi Sweyn II kế vị.
Vào thời đỉnh cao mở rộng Na Uy trước nội chiến (1130–1240), Sigurd I đã lãnh đạo cuộc thập tự chinh Na Uy (1107–1110) để giải phóng các vùng chiếm đóng bởi Hồi giáo tại châu Âu. Bao gồm cả Lisbon, trước khi Sigurd và lực lượng Na Uy của ông hướng về phía Trung Đông để cứu viện cho Baldwin I để thành lập Vương quốc Jerusalem. Vương quốc Na Uy là nước châu Âu thứ hai sau Anh thực thi một bộ luật thống nhất áp dụng cho cả nước, được gọi là Landslov (1274). Một sự kiện đáng chú ý của Vương quốc là câu chuyện chắc chắn rằng nhà thám hiểm Leif Erikson, đã phát kiến ra châu Mỹ gần 500 năm trước khi Columbus thực hiện.
Quyền lực thế tục mãnh mẽ đã kết thúc dưới triều vua Haakon Haakonsson trị vì năm 1263. Một yếu tố quan trọng trong giai đoạn này là uy quyền tối cao của giáo hội Nidaros từ năm 1152. Không có nguồn đáng tin cậy cho việc Jämtland được đặt dưới sự Tổng giám mục của Uppsala. Uppsala được thành lập sau đó, và là giáo phận thứ ba ở Scandinavia sau Lund và Nidaros. Nhà thờ tham gia vào một quá trình chính trị trước và trong liên minh Kalmar Thụy Điển nhằm mục đích thiết lập một vai trò Thụy Điển ở Jämtland. Khu vực này đã là một vùng đất liền có quan hệ với vương quốc Thụy Điển, và có lẽ là trong một số liên minh với Trøndelag, giống như với Hålogaland.
Một vương quốc thống nhất bởi vua Harald I Fairhair trong thế kỷ IX. Ông nỗ lực thống nhất các vương quốc nhỏ của Na Uy, kết quả chính quyền trung ương Na Uy lần đầu tiên được thành lập. Đất nước này sớm bị chia cắt, và lại được thống nhất thành một thực thể vào nửa đầu thế kỷ thứ XI. Na Uy đã là một chế độ quân chủ kể từ Fairhair, cho nhiều thế kỷ sau đó.

## Lịch sử

Quốc kỳ được sử dụng trong thế kỷ IX đến thế kỷ X

Khi Harald Fairhair trở thành Vua Na Uy sau trận đánh tại Hafrsfjord, ông hướng về phía tây tới các đảo đã được người Na Uy định cư từ một thế kỷ trước, và đến năm 875, Bắc Isles của Orkney và Shetland đã được ông cai trị và trao cho Ragnvald Eysteinsson, Bá tước xứ Møre. Đây được coi là năm đầu tiên của Đế quốc Na Uy.
Iceland đã miễn cưỡng từ bỏ sự độc lập của mình, vì vậy tác giả Iceland Snorri Sturluson đã được mời đến chính điện của vua Haakon Haakonsson và đã thuyết phục rằng Iceland là người Na Uy. Vì vậy, bắt đầu thời kỳ Sturlungs, thời điểm xung đột chính trị ở Iceland, Sturlungs đã làm việc để đưa Iceland vào Na Uy và truyền bá thông qua vị trí của họ tại Althing và thậm chí sử dụng bạo lực trước đó, năm 1262, Cựu công ước đã được ký kết, đưa quy định của Na Uy lên đảo.
Trong Ranríki Konunghella được xây dựng như một thành phố hoàng gia bên cạnh Túnsberg và Biorgvin. Nó vẫn ở Na Uy cho đến hiệp ước Roskilde 1658. Herjárdalr thuộcc Na Uy trong thế kỷ 12 và vẫn tiếp tục trong 5 thế kỷ. Jamtaland bắt đầu thu thuế cho Na Uy trong thế kỷ 13 và sau đó đã được sáp nhập thành một phần của lãnh thổ đại lục trong cùng một thế kỷ. Nó bị chiếm đóng bởi người Thụy Điển trong Chiến tranh Bảy năm Bắc Âu, nhưng sau đó trở lại Đan Mạch-Na Uy như là kết quả của hiệp ước Stettin năm 1570. Idre và Særna, Na Uy từ thế kỷ 12 đã bị Thụy Điển chinh phục trong cuộc tranh cãi Hannibal. Ranríki, Herjárdalr, Jamtaland, Idre và Særna đã được Thuỵ Điển vĩnh viễn đầu hàng vào Hòa bình Brömsebro vào ngày 13 tháng 8 năm 1645.

## Lãnh thổ

### Các đơn vị hành chính
Viken, quận hạt thuộc Borgarþing:
- Ránríki
- Vingulmórk
- Vestfold
- Grenafylki (kéo dài tới Tvedestrand)

Oppland, quận hạt thuộc Heiðsævisþing:
- Heinafylki (hiện tại Hedmarken và Gjøvik)
- Haðafylki (bao gồm Hadeland, Land, Ringerike, và Toten)
- Raumaríki (bao gồm Glåmdalen, và Romerike)
- Guðbrandsdalir
- Eystridalir (bao gồm Särna và Idre)

Vestlandet, quận hạt thuộc Gulaþing:
- Sunnmærafylki
- Firðafylki (gồm Nordfjord và Sunnfjord)
- Sygnafylki
- Horðafylki
- Rygjafylki
- Egðafylki
- Vøllðres
- Haddingjadalr

Trøndelag, quận hạt thuộc Frostaþing:
- Raumsdølafylki
- Norðmørafylki
- Naumdølafylki
- Sparbyggjafylki
- Eynafylki
- Verdølafylki
- Skeynafylki
- Stjórdølafylki
- Strindafylki
- Gauldølafylki
- Orkdølafylki

Rest of Norway, quận hạt không gán liền thing:
- Jamtaland
- Herdalir
- Háleygjafylki

### Lãnh thổ thu thuế
- Finnmòrk, cũng như các khu vực phía bắc Malangen, ngày nay là Murmansk của Nga, các phần phía bắc Lapland của Phần Lan.